# Église Saint-Pierre-et-Saint-Benoît de Perrecy-les-Forges
L'église Saint-Pierre-et-Saint-Benoît de Perrecy-les-Forges est une église située sur le territoire de la commune de Perrecy-les-Forges dans le département français de Saône-et-Loire et la région Bourgogne-Franche-Comté. 
Il s'agit de l'ancienne église du prieuré fondé par le comte Ecchard et dépendant du prieuré de Saint-Benoît-sur-Loire (prieuré supprimé par brevet royal du 8 avril 1776).

## Protection
Elle fait l'objet d'un classement au titre des monuments historiques par la liste de 1862.

## Historique
Le prieuré Saint-Pierre-et-Saint-Benoît de Perrecy-les-Forges dépendant de l'abbaye de Saint-Benoît-sur-Loire, fut institué en 876 par le testament du comte Eccard II, seigneur de Perrecy, mais aussi comte de Mâcon, Chalon et Autun. Celui-ci, proche de sa fin, sans descendance, veut effacer le doute sur la légitimité de sa possession de Perrecy, contestée de longue date par l'archevêché de Bourges. Eccard II donne donc Perrecy au monastère de Saint-Benoît-sur-Loire, où il avait fait ses études, pour fournir à ce dernier un site propice à l'installation d'un monastère de repli, au milieu des terres, dans le cas d'une attaque viking sur la Loire. Les bénédictins de Saint-Benoît-sur-Loire s'installent immédiatement et construisent un édifice imposant.

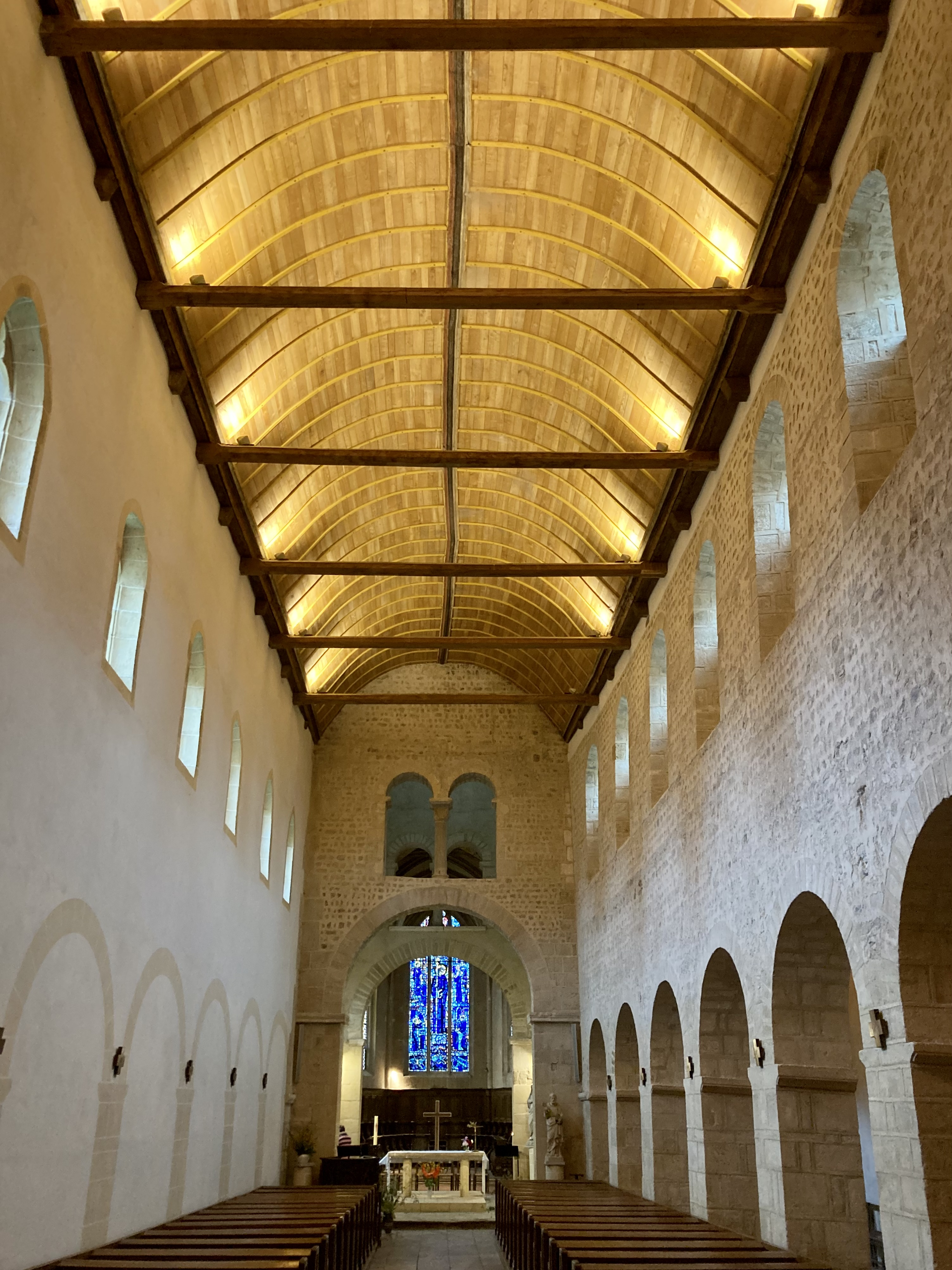
La nef.

L'église actuelle est en effet construite par eux entre 1020 et 1030 environ, et ne date donc pas de leur installation directe. Cette église est conservée presque d'un bout à l'autre : seule l'extrémité occidentale (dernière travée de la nef et avant-nef) constitue une reprise du XIIe siècle. Le plan de l'église primitive est largement conservé : il ne manque actuellement en élévation que le bas-côté nord (dont il ne reste qu'un petit fragment) et l'extrémité du croisillon sud du transept, ainsi que le haut vaisseau du chœur.
En élévation, il subsiste donc de la construction initiale (début du XIe siècle) :
- la totalité du mur sud de la nef, très déversé ;
- la totalité de la croisée du transept, jusqu'à la coupole surplombant la tour-lanterne ;
- les murs du chœur avec ses deux travées de bas-côtés ;
- la base de l'abside polygonale.

Tous ces éléments sont construits en maçonnerie de petit moellon carré, très caractéristique du XIe siècle et bien distinct des autres parties. La sculpture manque presque complètement : les seuls chapiteaux sont ceux des baies géminées formant claire-voie intérieure au-dessus des grands arcs de la croisée. Seules des impostes moulurées, ayant servi d'appui pour les cintres, viennent animer la nudité des murs, lesquels ne comportent aucune lésène ni bandeau. Cette muralité semble faite pour recevoir des peintures, dont la prospection reste à faire.
Cet édifice, un très bel exemple d'architecture religieuse des XIe et XIIe siècles, a naturellement subi de nombreuses réparations au cours de sa longue histoire. On notera :
- vers 1095, le voûtement ou le re-voûtement du croisillon nord du transept, en voûte d'arêtes, avec renforcement de la structure par des contreforts intérieurs (ronds) et extérieurs (aux angles, mais non diagonaux) ;
- vers 1120, un agrandissement ou reconstruction spectaculaire : allongement de la nef et construction entièrement neuve, en grande partie en pierre de taille de fort appareil, d'une avant-nef à deux niveaux richement ornés, et surmonté d'une tour-beffroi à deux niveaux également ;
- au XVe siècle, une reconstruction du chœur, également en pierre de taille, avec d'immenses baies en lancette à remplages ; le remplacement du cloître, adossé au bas-côté sud de la nef, par un cloître voûté d'ogives, dont seuls les culs-de-lampe subsistent.

Le mur nord de la nef a été presque entièrement reconstruit, à une date indéterminée de l'époque gothique, sur l'emprise de la grande arcade nord, disparue avec le bas-côté nord presque entier.
À l'initiative du père Laborier, curé de Perrecy de 1941 à 1949, le chevet de l'église est orné depuis 1946 d'un vitrail à la gloire de saint Benoît, patron de l'église11.
La tour-lanterne est typique romane : elle est montée sur trompes et s'éloigne donc des modèles carolingiens, tels que la chapelle palatine d'Aix-la-Chapelle, en plan octogonal et couronnée en arêtes. Ses dimensions sont considérables pour l'époque (hauteur : 18 mètres). Son état de conservation est exceptionnel.

## Culte
Édifice consacré du diocèse d'Autun relevant de la  paroisse Saint-Matthieu-en-Pays-montcellien (siège à Montceau-les-Mines) – qui en est affectataire au titre de la loi de 1905 –, l'église de Perrecy-les-Forges est, mille ans après sa construction, un lieu de culte catholique. 